# Celtis chichape
Celtis chichape là một loài thực vật có hoa trong họ Cannabaceae. Loài này được (Wedd.) Miq. mô tả khoa học đầu tiên năm 1853.